# Urophora calcitrapae
Urophora calcitrapae
 es una especie de insecto díptero. White y Valery Korneyev lo describieron científicamente por primera vez en el año 1989.
Esta especie pertenece al género Urophora de la familia Tephritidae.